# Kurumathur
Kurumathur es una ciudad censal situada en el distrito de Kannur en el estado de Kerala (India). Su población es de 18641 habitantes (2011). Se encuentra a 20 km de Kannur.

## Demografía
Según el censo de 2011 la población de Kurumathur era de 18641 habitantes, de los cuales 8723 eran hombres y 9918  eran mujeres. Kurumathur tiene una tasa media de alfabetización del 93,37%, inferior a la media estatal del 94%: la alfabetización masculina es del 96,59%, y la alfabetización femenina del 90,59%.